# 黑帶錦魚
黑帶錦魚，為輻鰭魚綱鱸形目隆頭魚亞目隆頭魚科的其中一種，分布於東太平洋區，從墨西哥至巴拿馬、加拉巴哥群島海域，棲息深度3-42公尺，體長可達32公分，棲息在珊瑚生長的岩礁海域，生活習性不明。